# Los Campanos
La "Fiesta de Los Campanos" en Abiada, municipio de la Hermandad de Campoo de Suso, en Cantabria. Se celebra cada año, desde 1840, el primer domingo de septiembre. 

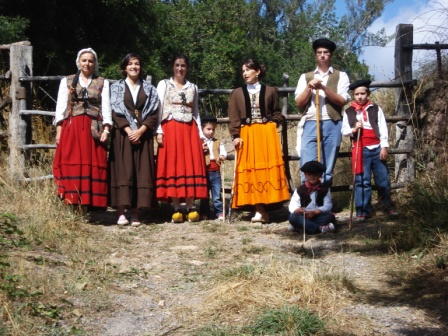
Jóvenes con vestimenta típica.

Es una fiesta con gran sabor rústico y una de las más tradicionales y arraigadas de Cantabria, y concretamente de la comarca de Campoo. Fue declarada Fiesta de Interés Regional en 1962. 
Conmemora una antigua tradición en las zonas de pasto de montaña en Cantabria: los pastores que durante el verano se encargaban de cuidar el ganado de los habitantes de los valles en las brañas de los puertos, bajaban a final del estío el ganado desde esos pastos altos hacia los valles a la espera del otoño. 
En esta bajada a los pueblos de los valles, los pastores engalanaban al ganado con grandes campanos y con arcos con adornos florales en los cuernos para mostrarlo a sus amos. El ganado adornado pasaba por los pueblos de los valles en lo que se llama la "pasá". En este desfile ya tradicional participaban, además, los perros guardianes (habitualmente mastines) con carrancas y los carros de los propios pastores.
Los mozos y vecinos de Abiada, desde muy tempranas horas de la mañana del domingo, comienzan a desarrollar los actos tradicionales de la fiesta, entre los que destacan por su especial colorido, la colocación de los campanos de "los domingos" (algunos con más de doscientos años de antigüedad) y de arquillos florales a las reses, la "pasá" de las vacas tudancas que retornan de los puertos comunales, etc.
La colocación de los arcos es un trabajo que representa un espectáculo por la pericia y riesgo que conlleva a cargo de los mozos en colaboración con las mozas, quienes ataviadas con el traje típico campurriano, se encargan de confeccionar los adornos de las reses. 
Junto a este desfile de ganado se celebran diversas manifestaciones folclóricas, una de las más destacables es la "charla" entre el vaquero y la vaquera: Escenificación de jocosas estampas campurrianas en las que se relatan aspectos destacados que han tenido durante el año los vecinos de Abiada. 
La verbena que se programa para la noche del sábado anterior en la "campa de la romería" se ha convertido los últimos años en un multitudinario acontecimiento, comarcal y regional. 
El inconfundible sonido de los grandes campanos utilizados por los pastores para reconocer al ganado inundan en ese día la localidad de Abiada.